# Norman Alan Burges
Norman Alan Burges (5 de agosto de 1911-4 de octubre de 2002) fue un botánico y explorador australiano, y primer vicerrector de la Nueva Universidad de Úlster en Coleraine, Irlanda del Norte.

## Biografía
Aborigen de East Maitland, Nueva Gales del Sur, y obtuvo su primer grado de M.Sc. por la Universidad de Sídney, luego su PhD en micología por la Emmanuel College, Cambridge. Luego de un corto periodo como miembro investigador en Emmanuel, hasta la Segunda Guerra Mundial en 1939, uniéndose a la Royal Air Force sirviendo como comandante de bombardero.
Después de la guerra, regresó a Australia y en 1947 se convirtió en profesor de botánica en la Universidad de Sídney, y más tarde Decano de la Facultad de Ciencia y senador allí. y también actuó como Hon. General Secretario de la Australian and New Zealand Association for the Advancement of Science durante tal periodo.
En 1952, retornó a Inglaterra para tomar el puesto de profesor de botánica (silla dotada por y nombrado después de Holbrook Gaskell) en la Universidad de Liverpool Posteriormente tomó funciones como Vicerrector (1964–5) y Pro-Vicerrector (1965–66) allí. Sirvió como Presidente del British Ecological Society de 1958 a 1959 Fue uno de los cuatro coeditores, a largo plazo, del Proyecto Flora Europaea desde 1956.
En 1966, fue el primer Vicerrector de la Nueva Universidad de Úlster en Coleraine, Irlanda del Norte, permaneciendo hasta su retiro en 1976.
Tras el retiro, tomó parte activa en la cultura de Úlster, por ej. como miembro de Ulster American Folk Park (1975–88) y del Comité de Irlanda del Norte del National Trust (1978–81).

## Honores
En 1980: nombrado CBE.

## Algunas publicaciones
- Burges, Alan (1958). Micro-Organisms in the Soil. Hutchinson.
- Burges, Alan; Raw, Frank (1967). Soil Biology. Academic Press.

## Personal
En 1940, se casó con Florence Evelyn Moulton; con tres hijas. Falleció el 4 de octubre de 2002.
- La abreviatura «Burges» se emplea para indicar a Norman Alan Burges como autoridad en la descripción y clasificación científica de los vegetales.[7]